# Thermocycleur

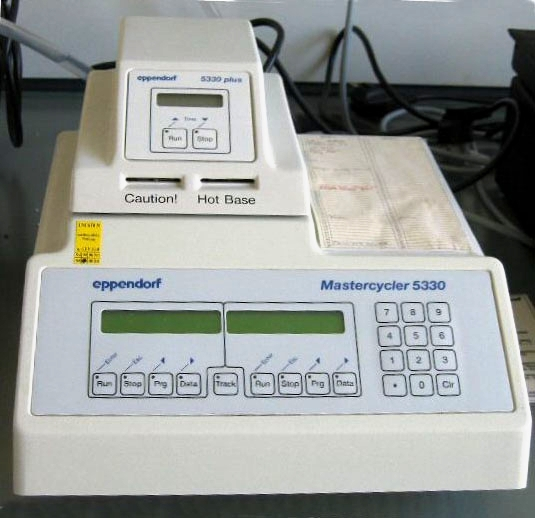
Le Mastercycleur 5330, un thermocycleur produit par Eppendorf

Le thermocycleur (aussi appelé cycleur thermique ou machine PCR) est un appareil automatisant la réaction de PCR « classique » ou « point final ».

## Description de l'appareil
L'appareil est muni d'un bloc thermique (« thermal block ») avec des trous où l'on peut insérer les tubes contenant le mélange réactionnel de la PCR.
Certains modèles permettent d'effectuer des gradients thermiques, d'un côté du bloc thermique à l'autre. Cette fonction est utilisée lorsqu'on veut trouver la meilleure température d'hybridation pour un couple d'amorces donné.
Les appareils modernes sont équipés d'un toit chauffant qui presse sur les capuchons des tubes, évitant l'évaporation du mélange réactionnel et donc de devoir mettre une couche d'huile minérale dans le tube, au-dessus du milieu réactionnel.
Un clavier composé de quelques touches et un écran à cristaux liquides permettent d'entrer des programmes dans la mémoire de la machine.
Le premier prix pour un thermocycleur est d'environ 500 US$.

## Programme de PCR
Programme exemple :

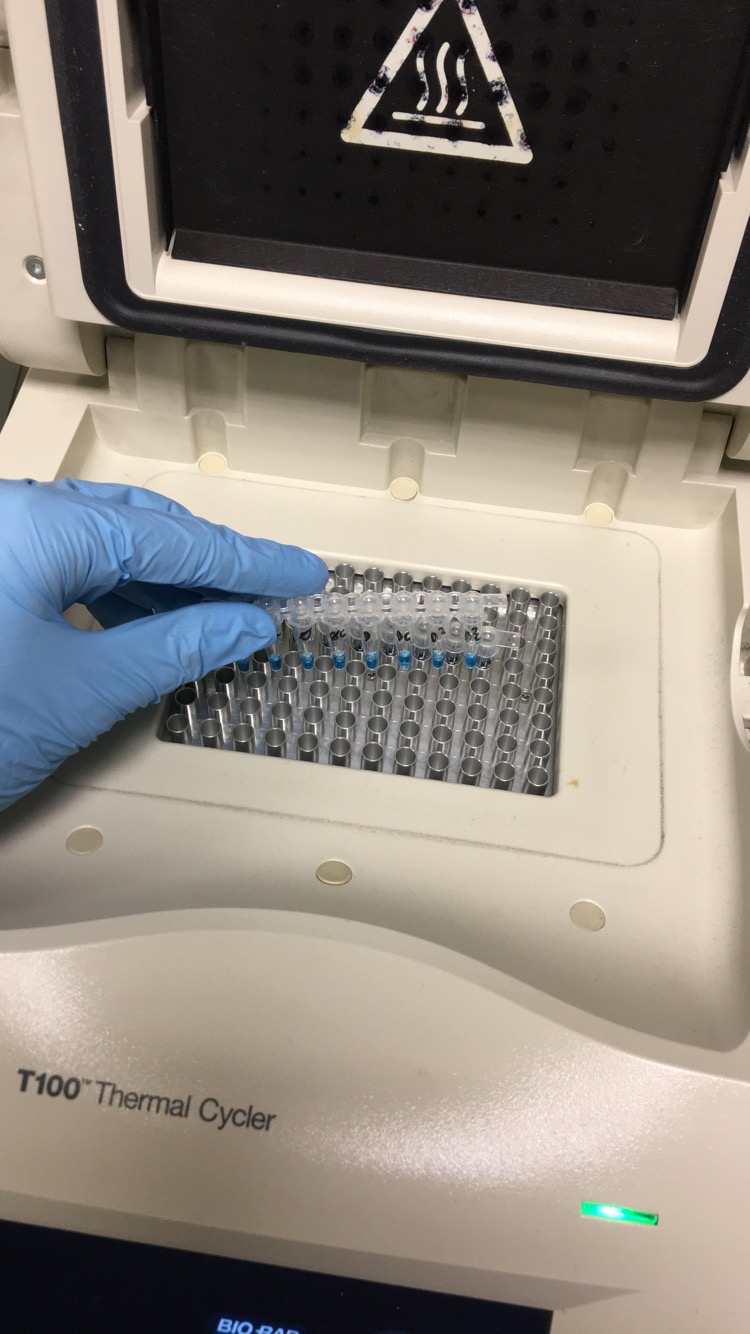
Thermocycler T100

- 95 °C pendant 10 à 15 minutes (en cas d'enzyme Hot Start)
- environ 30 cycles composés de :
  - 95 °C pendant 30 secondes (étape de dénaturation)
  - Tm −2 °C (par exemple 55 °C) pendant 1 minute (étape d'hybridation ou annealing)
  - 72 °C pendant 1 minute (étape d'élongation)
- 72 °C pendant 5 minutes
- 40 °C pendant 1 minute (cooling)

Note : l'étape d'élongation est définie en fonction de la longueur attendue du fragment à amplifier. On considère que la Taq polymérase synthétise environ 1 000 bases par minute. Pour une longueur attendue de 500 pb, 30 secondes d'élongation sont suffisantes.

## Programme de séquençage
Ne comprend généralement qu'une vingtaine de cycles.

## Programme de dénaturation
Ce programme est généralement appelé « DENAT ». Il consiste en une unique étape à 95 °C pendant 10 ou 15 minutes. À la fin du cycle, il faut être présent pour sortir rapidement les barrettes d'échantillons pour les plonger rapidement dans la glace. Attention, le bloc du thermocycleur est chaud, il ne faut pas se brûler.

## Crocodile
Dans les années 1980, le croco dealer (Il deal) (encore appelé affectueusement croco) fut l'un des premiers appareils à être vendu à des prix abordables et ayant connu de ce fait une large diffusion. Il utilisait des tubes de 0,5 ml. Il n'avait pas de toit chauffant. Il fallait mettre une couche d'huile minérale pour éviter l'évaporation du milieu réactionnel. Il n'utilisait pas l'effet Peltier pour le refroidissement, mais un ventilateur.

## Minicycler
Le MiniCycler est produit par MJ Research. Il possède 16 puits et utilise l'effet Peltier pour refroidir les tubes.

## PTC
La série des PTC est produite par MJ-Research. Ce sont des thermocycleurs à effet Peltier avec un toit chauffant. Ils sont munis d'un bloc pour 96 tubes de 0,2 ml. Les gradients de température atteignent 3 °C par seconde.
- Le PTC 100
- Le PTC 200

## Sources
1. ↑  (en) « OpenPCR: The Open Source PCR Thermal Cycler | Chai », sur www.chaibio.com (consulté le 13 mai 2018)